# Hierodula atrocoxata
Hierodula atrocoxata es una especie de mantis de la familia Mantidae.

## Distribución geográfica
Se encuentra en Sulawesi y en la isla de Aru.